# El fantasma del carrer de la Morgue
 El fantasma del carrer de la Morgue  (títol original en anglès: Phantom of the Rue Morgue) és una pel·lícula estatunidenca dirigida per Roy Del Ruth, estrenada el 1954. Ha estat doblada al català.

## Argument[2]
A París, durant una tranquil·la nit d'estiu, els terrorífics crits d'una dona desperten els veïns del carrer Morgue. Quan arriba la policia, ha de forçar la porta de la casa d'on han sortit aquests crits.
Després que unes quantes dones siguin assassinades, la policia està desconcerta pel que fa a l'autoria. Tota l'evidència porta a Dupin, però aviat és evident que hi ha alguna cosa que és més forta i més mortal que l'home.

## Repartiment
- Karl Malden: Dr. Marais
- Claude Dauphin: Inspector Bonnard
- Patricia Medina: Jeanette
- Steve Forrest: Professor Paul Dupin
- Allyn Ann McLerie: Yvonne
- Anthony Caruso: Jacques
- Merv Griffin: Georges Brevert
- Paul Richards: René, El llançador de ganivets